# Marta Cid i Pañella
Marta Cid i Pañella (Amposta, 29 de juliol de 1960) és una psicòloga i política catalana membre d'Esquerra Republicana de Catalunya. Va ser consellera d'Educació de la Generalitat de Catalunya des del febrer de 2004 fins al maig del 2006.

## Trajectòria personal
Marta Cid és llicenciada en Psicologia, diplomada en Magisteri i postgraduada en Logopèdia per la Universitat de Barcelona. Va ser professora d'Ensenyament General Bàsic entre el 1982 i el 1987 i psicòloga i logopeda de l'Escola d'Educació Especial i Taller Ocupacional d'Amposta (APASA) de 1987 al 2000. És coautora del llibre PHN: la raó d'Estat contra l'Ebre i la Terra.
Marta Cid va practicar l'handbol fins a l'any 1984 i va ser fundadora del Club Handbol Amposta Atlètic. Ha estat membre fundadora de la Coordinadora Antitransvasaments i col·laboradora de diverses entitats i associacions culturals d'Amposta.

## Trajectòria política
Cid és militant d'Esquerra Republicana de Catalunya des de l'any 1978, i hi ha ocupat diferents càrrecs orgànics. Ha estat presidenta de la secció local d'Esquerra a Amposta, presidenta de la Federació Comarcal del Montsià, presidenta regional d'Esquerra a les Terres de l'Ebre i responsable de la Secretaria de Relacions Parlamentàries d'Esquerra a la Federació de l'Ebre. També ha estat membre de l'Executiva Nacional d'Esquerra pel desenvolupament dels seus càrrecs territorials i de Govern. Ha estat cap de llista de la circumscripció de Tarragona per a les eleccions diverses vegades, així com integrant de la llista del Parlament de Catalunya per la circumscripció de Tarragona. El 2000 va ser presidenta del Consell Nacional d'Esquerra.
A nivell institucional, Marta Cid ha estat regidora de l'Ajuntament d'Amposta des de l'any 1993 fins al 2011, consellera comarcal i vicepresidenta del Consell Comarcal del Montsià entre el 2000 i el 2002, senadora de l'Entesa Catalana de Progrés per la circumscripció de Tarragona (2000-2003), diputada al Parlament de Catalunya (2003-2004) i, en el que ha estat el seu més alt càrrec institucional, consellera d'Educació de la Generalitat de Catalunya (febrer 2004-maig 2006).